# Scott Westerfeld
Scott Westerfeld, född 5 maj 1963, är en amerikansk science fiction-författare, mest känd för sina ungdomsböcker om Tally Youngblood (Ful-serien).